# Distrito electoral de McFadden (condado de York, Nebraska)
McFadden (en inglés: McFadden Precinct) es un distrito electoral ubicado en el condado de York en el estado estadounidense de Nebraska. En el Censo de 2010 tenía una población de 498 habitantes y una densidad poblacional de 5,35 personas por km².

## Geografía
McFadden se encuentra ubicado en las coordenadas 40°44′42″N 97°32′35″O / 40.74500, -97.54306. Según la Oficina del Censo de los Estados Unidos, McFadden tiene una superficie total de 93.14 km², de la cual 91.77 km² corresponden a tierra firme y (1.47%) 1.37 km² es agua.

## Demografía
Según el censo de 2010, había 498 personas residiendo en McFadden. La densidad de población era de 5,35 hab./km². De los 498 habitantes, McFadden estaba compuesto por el 98.8% blancos, el 0.4% eran afroamericanos, el 0% eran amerindios, el 0% eran asiáticos, el 0% eran isleños del Pacífico, el 0.6% eran de otras razas y el 0.2% pertenecían a dos o más razas. Del total de la población el 1.41% eran hispanos o latinos de cualquier raza.